# 145 a.C.
Il 145 a.C. (CXLV a.C. in numeri romani) è un anno  del II secolo a.C.

## Eventi
- Quinto Fabio Massimo Emiliano, Lucio Ostilio Mancino diventano consoli della Repubblica romana.
- Impero seleucide: alla morte di Alessandro I Bala, il suo avversario Demetrio II Nicatore sale al potere, conquistando la capitale Seleucia sul Tigri, ma un generale di Alessandro, Diodoto, acclama sovrano il figlio di Alessandro, Antioco VII, di tre anni, e regna in suo nome nella parte occidentale del regno, con capitale Antiochia di Siria

## Morti
- Alessandro I Bala, sovrano
- Eucratide I, sovrano
- Tolomeo VI, sovrano egizio (n. 186 a.C.)
- Tolomeo VII, sovrano egizio